# Arado Ar 396
Die Arado Ar 396 war ein Fortgeschrittenen-Schulflugzeug des Herstellers Arado Flugzeugwerke aus den 1940er-Jahren.

## Geschichte
Bereits 1943 wurde bei Arado wegen der sich ständig verschlechternden Rohstofflage mit Arbeiten an einer entfeinerten Version der Ar 96 B begonnen. Dieser als Ar 296 bezeichnete Entwurf, für den eine Gemischtbauweise vorgesehen war, kam jedoch nicht über das Reißbrettstadium hinaus. Stattdessen entwickelte Arado zusammen mit dem französischen Unternehmen SIPA als Nachfolger für die Ar 96 B eine Konstruktion in Holzbauweise. Um die Fertigung möglichst einfach zu halten, vermied man starke Krümmungen in den Oberflächen und führte die Konturen möglichst geradlinig aus. Mitte 1943 wurde für Festigkeitsversuche ein hölzerner Rumpf gebaut und getestet. Es entstand eine 1:1-Attrappe, die Anfang Juli 1943 in Paris besichtigt wurde. Die Ar 396 V1 mit der Werknummer 396 00001 und dem Kennzeichen SO+DA wurde am 15. Dezember 1943 auf dem Landweg nach Brandenburg verbracht und führte im Zeitraum zwischen Januar und April 1944 mit dem Werkspiloten Gunther Eheim den Erstflug durch.
Die bei SIPA geplante Produktion von insgesamt drei ersten Versuchsmustern und 25 Nullserienexemplaren A-0 wurde wegen der nahenden alliierten Invasion in die Ausweichwerke von Avia und Letov bei Prag verlegt. Dort konnten von Ende 1944 bis zum Kriegsende noch einige Maschinen produziert und an die Luftwaffe ausgeliefert werden.   Mráz in Chotzen arbeitete als Zulieferer für Rumpfhecks. Im August 1944 wurde die im April verschickte V4 (WNr. 396 0004, SO+DD) in Küpper b. Sagan nahe Sprottau eingeflogen. Die Produktion befand sich im September in Vorbereitung. Am 10. Oktober 1944 wurde die Ar 396 V5 eingeflogen, die das Ausgangsmuster für die 300 Stück umfassende Serie von A-1 und A-2 bilden sollte. Zu Beginn 1945 wurden einige A-0 vollendet; die erste davon mit der WNr. 460003 flog am 28. Februar erstmals, gefolgt von der WNr. 460007 am 12. März und der WNr. 460010 am 3. April.
Bei SIPA wurde nach der Befreiung Frankreichs die Maschine als SIPA S. 10 fertiggestellt und flog zum ersten Mal am 29. Dezember 1944. Danach folgten 27 weitere Exemplare, die der Armeé de l’Air als Fortgeschrittenentrainer übergeben wurden. Weitere je 50 Exemplare folgten als weiterentwickelte Versionen S. 11 und S. 12. Die weiteren Varianten S. 111 und S. 121 erreichten Stückzahlen von 53 bzw. 50 Exemplaren. Als Triebwerk diente bei allen Versionen der Argus As 411, eine Weiterentwicklung des As 410, der bei SNECMA als 12.S-02 gefertigt wurde.
Eine Ar 396 A-1 mit der WNr. 460042 und dem Kennzeichen RT+WL wurde beim Prager Aufstand (die Luftwaffentarnung wurde beibehalten, die deutschen Hoheitszeichen provisorisch mit tschechischen Kokarden übermalt) am 5. Mai 1945 zusammen mit der Ar 96 B eingesetzt.

## Technische Daten
| Kenngröße             | Daten                                                                         |
| --------------------- | ----------------------------------------------------------------------------- |
| Besatzung             | 2                                                                             |
| Länge                 | 9,29 m                                                                        |
| Spannweite            | 11,00 m                                                                       |
| Höhe                  | 3,72 m (in Landestellung)                                                     |
| Flügelfläche          | 18,30 m²                                                                      |
| Flügelstreckung       | 6,6                                                                           |
| Zuladung              | 417 kg                                                                        |
| Leermasse             | 1440 kg                                                                       |
| max. Startmasse       | 2060 kg                                                                       |
| Marschgeschwindigkeit | 274 km/h                                                                      |
| Höchstgeschwindigkeit | 354 km/h in 2400 m Höhe                                                       |
| Dienstgipfelhöhe      | 8000 m                                                                        |
| Reichweite            | 790 km                                                                        |
| Triebwerke            | 1 × 12-Zylinder-V-Motor Argus As 411 TA-1 Startleistung 600 PS bei 3300 min−1 |
| Bewaffnung            | 1 × MG 17, 100 kg Bombenlast                                                  |